# 元洋
元洋（英文：Yuan Yang），生於中國大連，前香港足球運動員，擔任前鋒，曾效力於香港超級聯賽元朗足球隊。。

## 簡歷
元洋曾經效力于中國足球超級聯賽大连实德足球俱乐部，於2004年成為首批被香港甲組足球聯賽公民足球隊在大连实德選拔至香港的其中一位國援，在香港首季即在聯賽有12球進帳。其後，曾經入選香港23歲以下足球代表隊，參加2008年夏季奧運會男子足球比賽外圍賽 (亞洲區)及省港盃。此后一直受到傷患影響，於2007年返回大連，在東北財經大學完成公共事業管理臬位課程後，再次來到香港繼續足球事業。

## 軼事

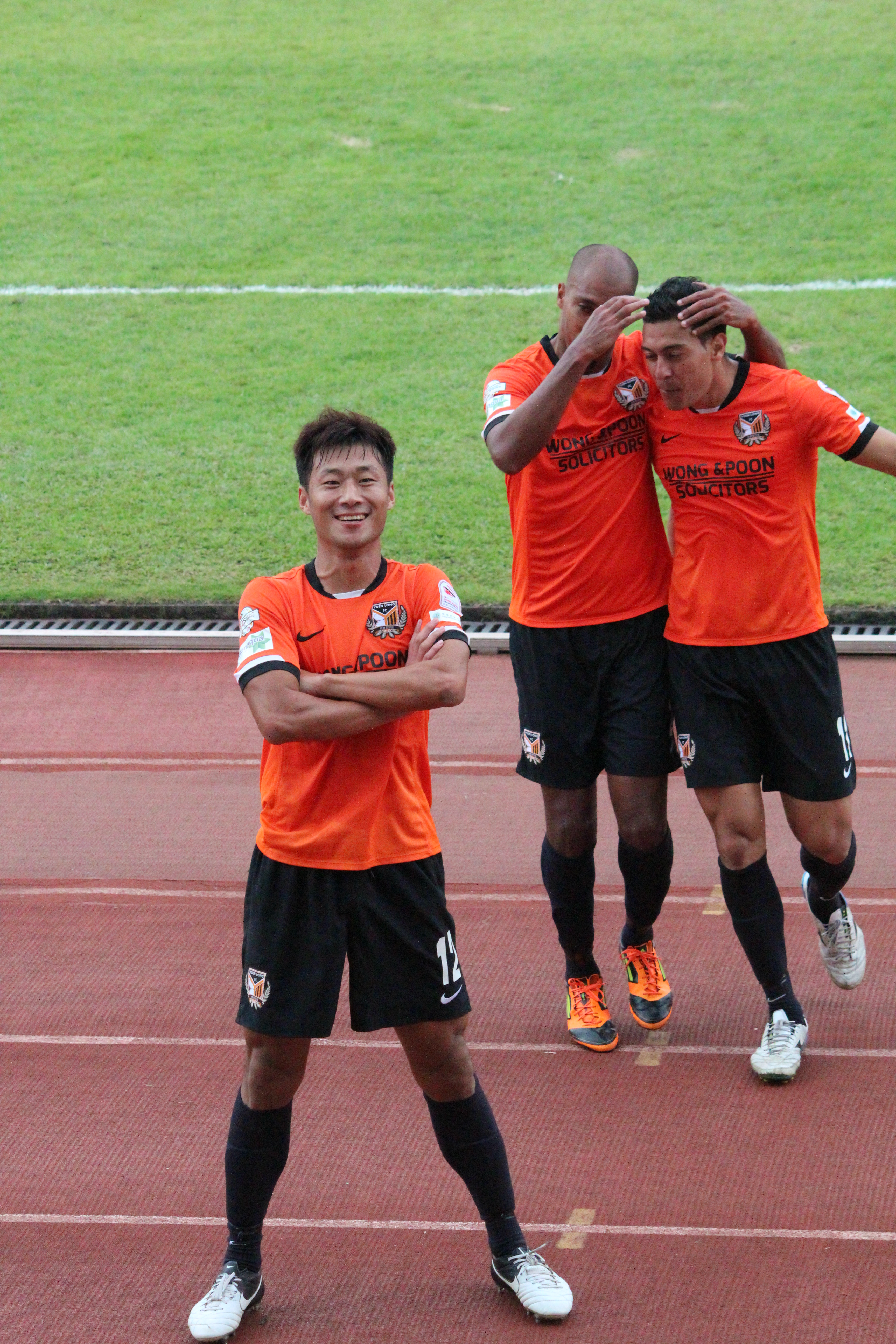
元洋入球後直奔觀眾看台接受球迷祝賀

低調內斂的元洋一直未有特別惹來外界注目，直至2014年十月二十六日與十一月二日連續兩星期分別於高級銀牌賽及香港超級聯賽中對壘黃大仙均有入球後，開始備受球迷關注，人氣急升亦連帶在十一月十二日區內校訪活動中受學生歡迎，隨即有粉絲在社交網站開設專頁報導近況，亦有元朗球迷為他製作球員個人專訪特輯，同年十二月十二日生日那天有球迷專程到球場探班送上海報禮物及生日蛋糕慶祝。
2015年三月八日球迷在主場元朗大球場上掛上一幅11呎半乘7呎半的超巨型大海報支持元洋，一個星期後三月十四日元洋在主場再次在香港超級聯賽中對壘黃大仙而有入球，入球後他第一時間奔向觀眾看台，有球迷即場為他展開另一幅大海報慶賀，適逢白色情人節，元洋比賽後在球場外大派情人節禮物答謝球迷，亦有熱情擁躉支持特別炮製「元洋入波了」T恤祝賀偶像，舉動吸引多份報章媒體報導，成為地區新寵兒，同時帶動了足球員拍攝時尚便衣造型照的風氣。
2015年七月二十七日元朗足球隊開操同時公布新季球衣胸口贊助商，元洋及另一元朗球員葉子俊獲選代表球會充當模特身示範新季球衣。
2015年十二月三日元洋接受「東方日報」「太陽報」「on.cc 東網」媒體專訪細訴來港11年足球心路歷程被譽為港超聯「筍盤」男神。
2016年一月七日足總為宣傳港超聯推出的第二波宣傳照「尋回你的瘋格‧Let's go crazy!」系列，當中包括9支港超球隊的球員代表元洋，在鏡頭下展現自己在場上最具「瘋」格一面。。
2016年二月六日足總盃首圈賽事期間，黃大仙球員安達被隊友撞中頭部倒地一度咬破自己舌頭元洋即場將手指塞進其口部免他繼續咬舌，自己亦被咬傷部分球迷批評做法不合正常急救程序元洋在Facebook無奈解釋：「事發突然，當時安達已咬住自己的舌頭，一直流血，很危機（急），我用手扒開他上下牙，不讓他繼續咬……當年隊友也是同樣情況，教練是這樣處理，救過人命。所以當醫務人員沒到，其他球員不知所措的時候，我知道這樣的方法可以救人。」安達經留院一晚觀察後無大礙於翌日出院並面書向元洋道謝。元洋此次捨身為人的真性情舉動同時亦得到很多球迷支持及讚賞。
2016年二月十一日大年初四元朗足球隊舉行新春團拜，元洋為一桌大小球迷燒食物冧盡粉絲喜氣洋洋。
2016年二月 Yahoo Hong Kong 雅虎香港舉辦 Yahoo「Tumblr U 大專生計劃」派出九隊大專生去採訪九隊港超聯球隊球員，為元洋度身訂做 Tumblr U 宣傳專頁 - 方元十里。
2016年三月十三日元洋足球生涯的第一張紅牌，比賽最後5分鐘元朗落後2比1，香港飛馬門將基斯贊打手槌後倒地，元洋不滿對方拖延時間衝前理論，基斯贊突然站起與元洋互相推撞，基斯贊再次倒地，元洋被直接出示紅牌驅逐離場，基斯贊則被黃牌警告，10人應戰的元朗未有放棄，大軍壓境之下於補時6分鐘追和2比2，令主場球迷歡喜若狂。
2016年五月元洋宣佈季後掛靴，退役後在內地當教練，期望將來帶隊來港交流「在元朗最幸福是得到球迷支持，第二件事便是遇上『馮老大』。球隊在季初15場不勝，他選擇一人背上壓力，不斷鼓勵我們重拾鬥志，在他身上看到作為教練應有的承擔。」

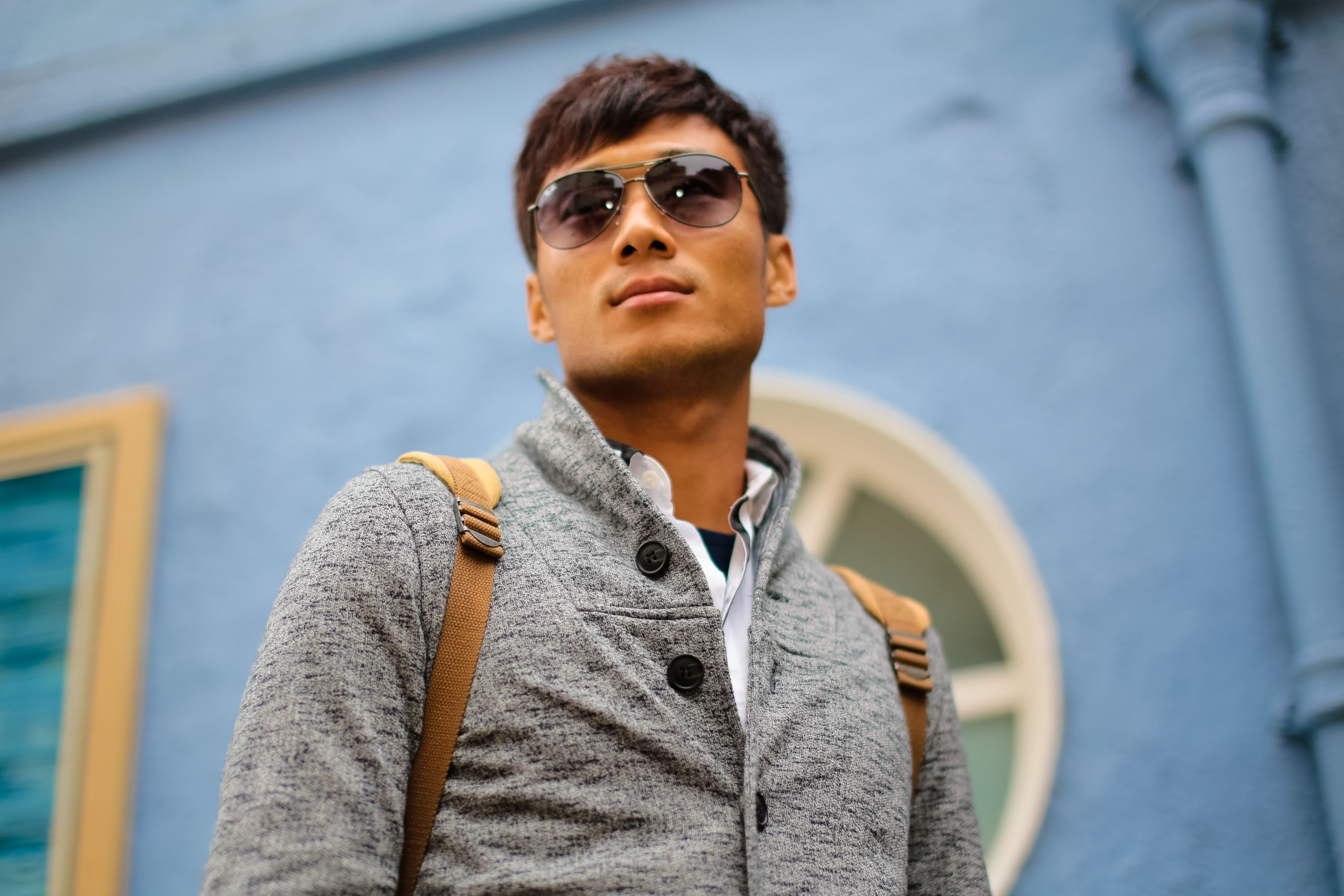
一輯元洋街拍照帶動了足球員拍攝時尚便衣造型照風氣

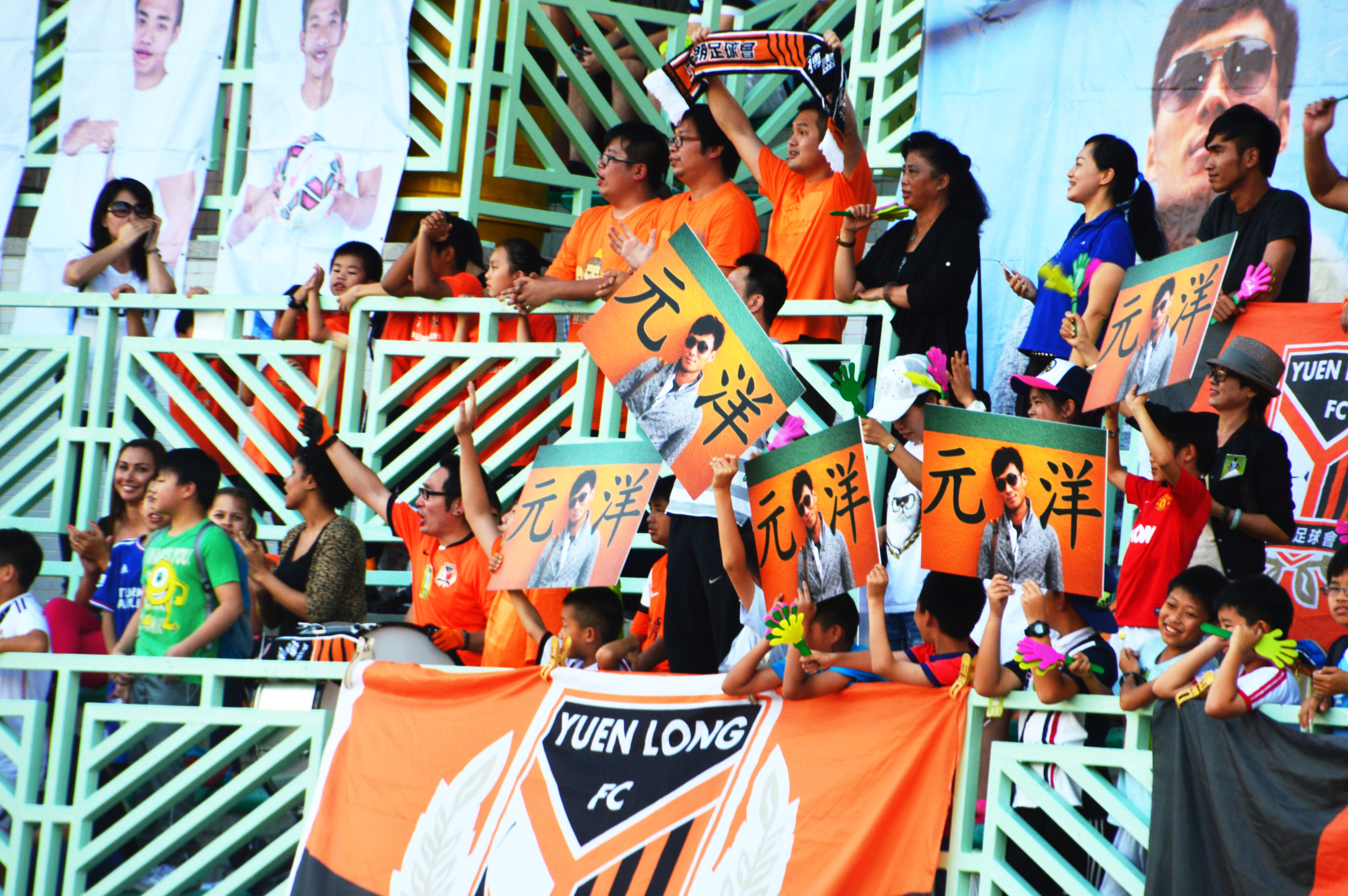
主場元朗大球場看台上支持元洋的一班球迷們

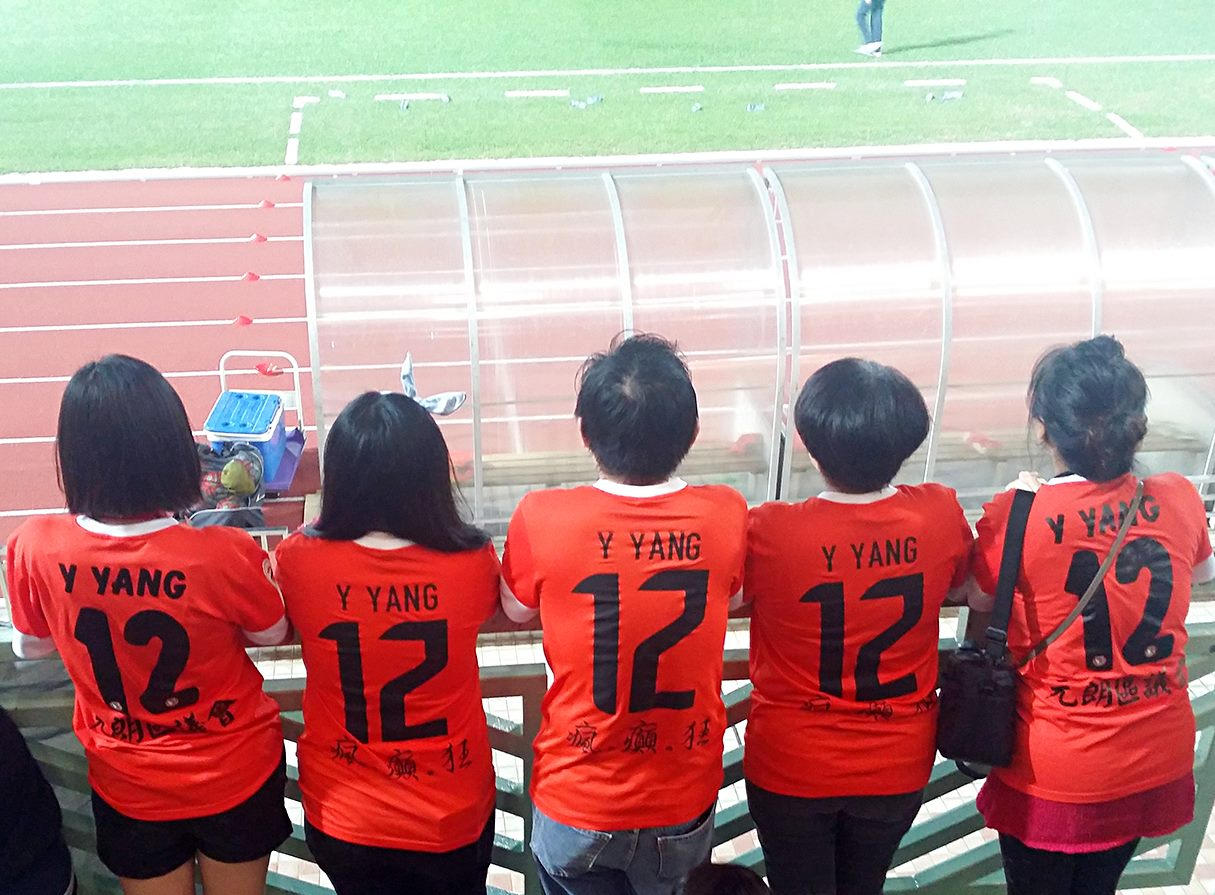
每場球賽都穿上12號球衣的元洋粉絲

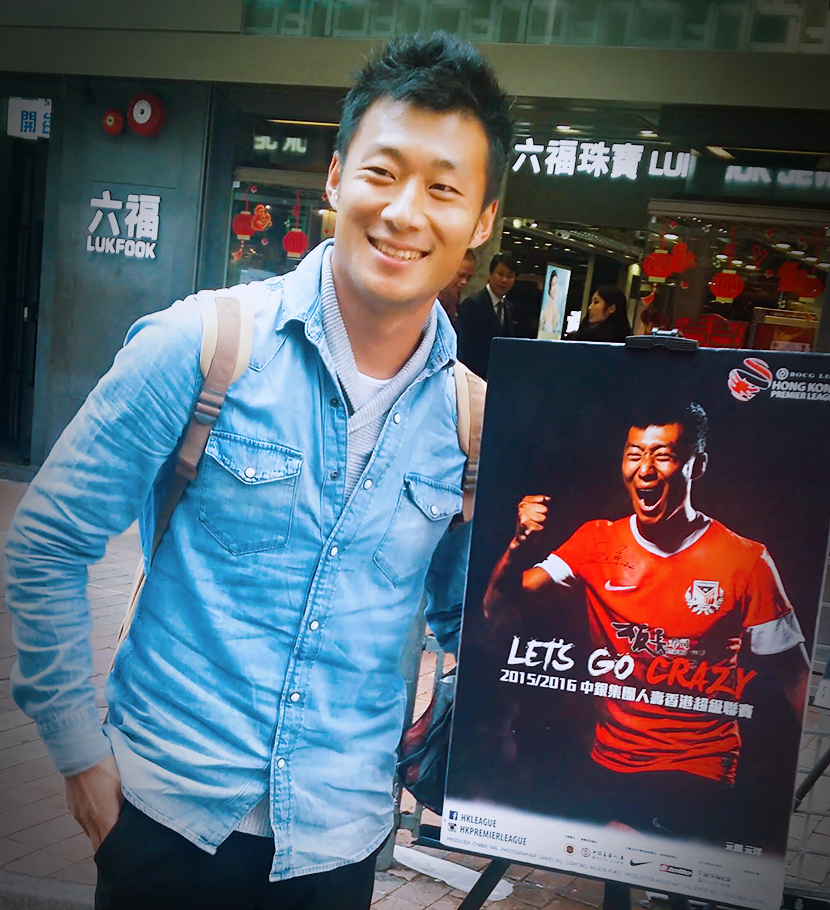
元洋現身旺角鬧市與自己的造型照合照

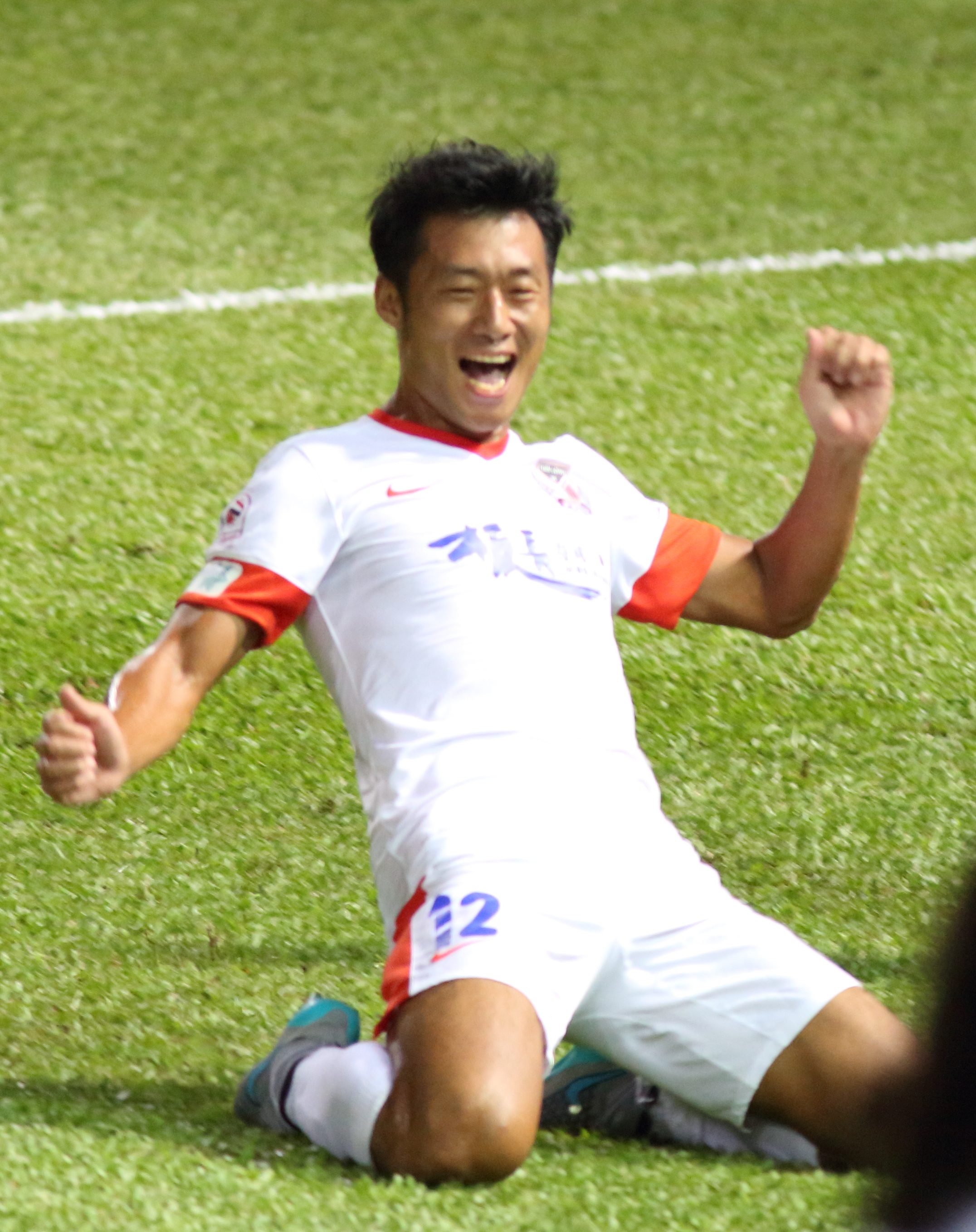
吸引來自足球場上的真性情

## 個人特質
【性格、經歷、生活、際遇、高低起跌，令元洋比別人多了一份傲骨，那種忍讓、不強求、靜靜努力堅持著的精神，孝順、重情義、懂珍惜感恩的品格，率性、豪邁、爽直的說話，就是元洋獨有的個人魅力】球迷眼中的元洋。

## 獎項
- 2003 - 大連實德 ABA 比賽【特別提名獎】[25]
- 2007 第二十九屆 - 省港盃【冠軍】[26]
- 2010-11年度 - 香港高級組銀牌【冠軍】(公民)[27]
- 2013-14年度 - 香港甲組足球聯賽【亞軍】(太陽飛馬)[28]
- 2013-14年度 - 香港高級組銀牌【亞軍】(太陽飛馬)[29]
- 2015-16年度 - 香港足總盃【亞軍】(元朗)[30]